# Parastratocles adelphus
Parastratocles adelphus är en insektsart som först beskrevs av Ludwig Redtenbacher 1906.  Parastratocles adelphus ingår i släktet Parastratocles och familjen Pseudophasmatidae. Inga underarter finns listade i Catalogue of Life.